# Spilosoma benesignata
Spilosoma benesignata là một loài bướm đêm thuộc phân họ Arctiinae, họ Erebidae.